# USA's historie (1789-1849)
USA's historie fra 1789 til 1849 var en periode, som var karakteriseret af ekspansion mod vest samt etablering af flere af landets centrale og demokratiske institutioner.
Efter valget af George Washington som USA's første præsident i 1789 vedtog USA's Kongres den første af mange love om regeringens organisering.
Under James Madisons lederskab kom den første Kongres også føderalisternes ønske om borgerrettigheder i møde ved at foreslå 12 tilføjelser overfor staterne, hvoraf 10 – senere kendt som Bill of Rights – hurtigt blev godkendt. Et af de 12 oprindelige udkast opnåede ikke ratifikation, og et blev senere ratificeret som 27. amendment. North Carolinas ratificeringskonvent mødtes kort tid efter, at Kongressen stillede forslag om Bill of Rights og ratificerede forfatningen. Rhode Island ratificerede forfatningen den 29. maj 1790 og Bill of Rights ugen efter.

## Washingtons præsidentperiode
George Washington blev valgt som USA's første præsident ved præsidentvalget i 1789. Washington havde gjort sig bemærket som general i den kontinentale hær under den amerikanske uafhængighedskrig, og blev derfor betragtet som en helt – og er måske en af de mest populære skikkelse i amerikansk historie. Med tilnavnet 'nationens fader' vandt han uden problemer valget i 1789 – i realiteten uden modkandidater. Han modtog således en valgmandsstemme fra samtlige valgmænd.  Alle lederne af den nye nation havde forpligtet sig til republikanisme, og anti-føderalisternes tvivl fra 1788 blev dæmpet med vedtagelsen af Bill of Rights som de første ti forfatningstillæg i 1791.
Under Washingtons præsidentperiode blev den første folketælling i USA gennemført i 1790 i henhold til kravene i USA's forfatnings artikel 1, stykke 2, der sagde, at en optælling skulle gennemføres senest tre år efter Kongressens første møde og efterfølgende hvert tiende år. Folketællingen var – og er stadig – styrende for antallet af hver af delstaternes kongresmedlemmer (i Repræsentanternes Hus) og antallet af valgmænd. Den første folketælling i 1790 opgjorde USA's befolkning til 3,9 millioner. Kun 12 byer havde mere end 5.000 indbyggere, og størstedelen af befolkningen var bønder.
Kongressen vedtog også en lov om Den dømmende magt i 1789, som etablerede hele retsvæsenet – på det tidspunkt omfattende Den Amerikanske Højesteret med seks dommere, 3 underretter og 13 distriksretter. Loven skabte også embederne U.S. Marshal, Deputy Marshal og District Attorney. Endvidere fik højesteret til opgave at løse alle stridigheder mellem staterne og den føderale regering vedrørende konflikter mellem statslige og føderale love.
Whiskyopstanden i 1794, hvor bosættere i Monogahela Valley i det vestlige Pennsylvania protesterede mod en føderal skat på hjemmebrændt og destillerede drikkevarer, var den første alvorlige prøve for den føderale regering. Washington beordrede føderale politifolk til at efterkomme retskendelser om, at skatte-oprørerne skulle møde i føderale distriktsretter. I august 1794 var protesterne tæt på at ende i regulære optøjer, og den 7. august samledes flere tusinde bevæbnede bosættere nær Pittsburgh, Pennsylvania. Præsident Washington tog Militsloven af 1792 i brug og indkaldte de militære enheder fra flere stater. En styrke på 13.000 mænd blev hurtigt samlet – noget nær størrelsen på den samlede hær i Den Amerikanske Uafhængighedskrig. Under den personlige ledelse af Washington, Hamilton og uafhængighedshelten Henry 'Lighthouse Harry' Lee, marcherede hæren til det vestlige Pennsylvania og fik hurtigt knust opstanden. To oprørsledere blev dømt for landsskadelig virksomhed, men blev benådet af Washington. Hændelsen var den første gang under den nye forfatning, hvor den føderale regering havde brugt stærk militær magt til at gennemtvinge sin autoritet over nationens borgere. Det blev også den eneste gang, hvor en siddende præsident personligt ledede et militært slag i marken. Whiskyskatten blev fjernet igen i 1802 uden nogensinde at være blevet inddrevet i større omfang.
Mange andre store politiske beslutninger i Washingtons to perioder var præget af to af hans kabinetmedlemmer – finansminister Alexander Hamilton og udenrigsminister Thomas Jefferson, hvis forskellige ideologier svarede meget godt til etableringen af hhv. det føderale og det demokratisk-republikanske parti. Selvom George Washington advarede mod politiske partier i sin afskedstale, mente mange, at han ved sin afsked var at regne som føderalist. Dette synes at underbygges af Whiskyopstanden.
På trods af Washingtons ønske om at følge en neutralitets-linje, skulle USA udvikle sig til at få en omfattende diplomatisk historie.

## Adams og Jeffersons præsidentperioder
Washington gik på pension i 1797, idet han nægtede at sidde som nationens overhoved mere end to perioder. Hans vicepræsident John Adams fra Massachusetts blev valgt som ny præsident. Allerede før han indtrådte som præsident, havde Adams haft kontroverser med Alexander Hamilton og var derfor hindret af et splittet parti.
Disse interne stridigheder kom oveni internationalt komplicerede forhold. Frankrig, fortørnet over John Jays nylige traktat med Storbritannien, brugte briternes argument om, at fødevareforsyninger og krigsmateriel på vej mod fjendtlige havne kunne beslaglægges af landets flåde. I 1797 havde Frankrig beslaglagt 300 amerikanske skibe og havde afbrudt de diplomatiske forbindelser med USA. Da Adams sendte tre forhandlere til Paris, gjorde udenrigsminister Charles Maurice de Talleyrands tre diplomater (som Adams kaldte X,Y og Z i sin rapport til Kongressen) opmærksom på, at forhandlingerne først kunne indledes, hvis USA lånte Frankrig 12 millioner dollars og bestak franske embedsmænd. Episoden fik amerikansk fjendtlighed overfor Frankrig til at eksplodere og førte til mobilisering af hæren og styrkelse af flåden.
I 1799, efter en række søslag med Frankrig kendt som Quasikrigen, syntes krigen uundgåelig. Men i denne krise ignorerede Adams Hamiltons råd om at gå i krig og sendte tre nye forhandlere til Frankrig. Napoleon, som lige var kommet til magten, modtog dem hjerteligt og faren for en væbnet konflikt forsvandt med aftalen i 1800, der formelt fritog USA fra dets forsvarsalliance fra 1788 med Frankrig. Frankrig skelede imidlertid til den amerikanske militære svaghed og afslog derfor at betale 20 mio. dollars i erstatning for de beslaglagte skibe.
Fjendskabet overfor Frankrig fik Kongressen til at vedtage 'Alien and Sedition'-loven, der havde stor betydning for amerikanske borgerrettigheder. 'The Naturalization-loven', som ændrede kravene for at få statsborgerskab fra 5 til 14 år, var målrettet mod irske og franske immigranter, som man antog ville støtte 'republikanerne'. 'The Alien Act', som kun var i kraft i to år, gav præsidenten mandat til at udvise eller fængsle udlændinge i krigstid. 'The Sedition Act' forbød folk at skrive, citere eller udgive noget af 'falsk, skandaløs eller sygelig' karakter mod præsidenten eller Kongressen. De fem gange 'The Secition Act' blev brugt, skabte den dog kun martyrer og støtte til 'republikanerne'.

### Jeffersonsk demokrati
Da man nåede til 1800, var amerikanerne parat til forandringer. I Washington og Adams periode havde føderalisterne etableret en stærk regering, men glemte til tider at tage hensyn til princippet om, at den amerikanske regering skal følge folkets vilje. I stedet havde de ført en politik, der stødte store grupper. For eksempel havde de i 1798 indført en skat på huse, land og slaver, der i praksis vedrørte alle med ejendom overhovedet. Jefferson havde samlet en stor gruppe af husmænd, butiksindehavere og arbejdere, og de gjorde deres indflydelse gældende i 1800-valget. Jefferson havde kolossal opbakning med baggrund i sin appel til amerikansk idealisme. I hans indsættelsestale, den første af slagsen i den nye hovedstad Washington D.C., lovede han en 'vis og frugtbar regering' for at bevare den offentlige orden, men ville i øvrige forhold overlade borgerne 'frie til at regulere deres egen stræben efter industri og fremskridt'.
Jeffersons blotte tilstedeværelse i Det Hvide Hus banede vejen for demokratiske forhold. Han belærte sine underordnede om at betragte sig selv som folkets tjenere. Han søgte at fremme landbrug og ekspansion vestpå. Med rod i sin opfattelse af USA som et fristed for forfulgte, agiterede han kraftigt for en liberal nationaliseringslov. Ved afslutningen af sin anden periode havde hans fremsynede finansminister, Albert Gallatin, reduceret statsgælden til mindre end 560 millioner dollars. Og som et resultat af den jeffersonske bølge, der flød henover hele nationen, afskaffede stat efter stat kravet om, at man skulle eje ejendom for at kunne stemme og vedtog mere humane love vedrørende debitorer og kriminelle.

### Føderalister og antiføderalister: Udviklingen af et partisystem
Forfatningen nævnte ikke politiske partier, og The Founding Fathers tog med jævne mellemrum afstand til politiske fraktionsdannelser, som karakteriserede regeringerne i mange af staterne. Kampen om ratificeringen af forfatningen udgjorde imidlertid den første ramme for det system af politiske partier, som senere skulle udvikle sig.
Føderalisterne, som havde anbefalet forfatningen, satte pris på muligheden for at sætte den nye regering i gang, mens anti-føderalisterne, som aldrig havde været tilsvarende velorganiserede, i realiteten holdt op med at eksistere. Ideen om staternes ukrænkelige rettigheder og en svagere føderal regering blev imidlertid indfanget i et nyt parti, det republikanske eller 'demokratisk-republikanske' parti, som efterhånden tog rollen som loyal opposition til føderalisterne, og som overtog kontrollen med den føderale regering i 1800 med valget af Thomas Jefferson som præsident.

## Louisiana-købet
En central begivenhed i perioden var USA's erhvervelse af Louisiana-territoriet fra Frankrig i 1803. Ved købet fordobledes USA's territorium.